# 캔디스 플린
캔디스 플린은 애니메이션 피니와 퍼브의 메인 캐릭터로, 매 화마다 등장하고 있다.

## 개요
피니어스와 퍼브의 가족으로, 피니어스의 누나이자 퍼브의 형제로 산만한 15세 소녀다. 피니어스와 퍼브가 저지르는 일을 부모에게 알리려 하지만, 그때마다 결정적인 증거가 사라지거나 변형되어 이르지 못하고 있다. 아주 가끔은 피니어스와 퍼브를 돕기도 한다. 그는 만났을 때는 최대한 잘 보이려고 노력을 하지만 자신의 솔직한 심정을 털어놓은 적이 있다. 노래를 잘 부르며 연극 학원을 다니고 있다. 유제품 알레르기와 설탕과 당근 알레르기가 있다.

## 같이 보기
- 피니와 퍼브
- 피니와 퍼브의 등장인물 목록